# Échalou
Échalou település Franciaországban, Orne megyében. Lakosainak száma 328 fő (2022. január 1.). Échalou Landigou, Saires-la-Verrerie, Bellou-en-Houlme, Messei és Saint-André-de-Messei községekkel határos.

## Népesség
A település népességének változása:
| Lakosok száma | 372  | 385  | 401  | 389  | 388  | 387  | 371  | 350  | 328  |
|               | 2013 | 2015 | 2016 | 2017 | 2018 | 2019 | 2020 | 2021 | 2022 |